# Gotra serendiva
Gotra serendiva là một loài tò vò trong họ Ichneumonidae.